# Моле Такањо (Торино)
Моле Такањо је насеље у Италији у округу Торино, региону Пијемонт.
Према процени из 2011. у насељу је живело 149 становника. Насеље се налази на надморској висини од 470 м.